# لويس كارنيلجيا
لويس أنتونيو كاريلجيا (بالإسبانية: Luis Carniglia)‏، من مواليد 4 أكتوبر 1917 في أوليفوس في الأرجنتين، وتوفي في (22 يونيو 2001 (83 سنة)

)، لاعب كرة قدم أرجنتيني سابق، ومدرب كرة قدم أرجنتيني سابق.
بدأ مسيرته الكروية مع نادي تيغري، وتركهم في عام 1936، وفي عام 1936 انتقل إلى نادي بوكا جونيورز، ولعب معهم حتى عام 1941، وشارك معهم في 54 مباراة وسجل 17 هدف، وفي عام 1942 انتقل إلى نادي تشاكاريتا جونيورز، ولعب معهم حتى عام 1944، وانهى مسيرته الكروية مع نادي نيس الفرنسي.
و قد بدأ مسيرته التدريبية مع نادي نيس الفرنسي في عام 1955، ودربهم حتى عام 1957، وفي شهر ابريل 1957 انتقل إلى تدريب نادي ريال مدريد الإسباني، ودربهم حتى فبراير 1959، وفي ابريل 1959 عاد إلى تدريب ريال مدريد الإسباني، وفي عام 1961 انتقل إلى تدريب نادي روما الإيطالي، ودربهم حتى عام 1963، وفي موسم 1963/1964 درب نادي إيه سي ميلان الإيطالي، وفي موسم 1964/1965 انتقل إلى تدريب نادي ديبورتيفو لاكارونا الإسباني، وفي موسم 1969/1970 درب نادي يوفنتوس الإيطالي، وفي موسم 1978/1979 درب نادي بوردو الفرنسي.

## روابط خارجية
- لويس كارنيلجيا على موقع قاعدة بيانات كرة القدم.إي يو (الإنجليزية)
- لويس كارنيلجيا على موقع ليكيب (الفرنسية)
- لويس كارنيلجيا على موقع عالم كرة القدم.نت (الإنجليزية)